# Apple Box
Apple Box — бокс-сет британской рок-группы XTC, выпущенный в 2005 году. Он включает альбомы Apple Venus Volume 1 и Wasp Star (Apple Venus Volume 2), а также демо-альбомы Homespun и Homegrown. Это третий бокс-сет группы после Transistor Blast: The Best of the BBC Sessions и Coat of Many Cupboards, выпущенных лейблом Idea Records. Четырёхдисковый комплект дополнительно включает и две новые песни: неальбомные треки «Spiral» и «Say It».

## История
После долгого перерыва в записях Энди Партридж и Колин Молдинг дали поклонникам XTC повод для восторженных возгласов, представив альбом Apple Venus в 1999 году. Apple Venus, безусловно, один из самых амбициозных и масштабных проектов на сегодняшний день, кропотливо оркестрованные композиции не оставляли сомнений в том, что XTC работали сверхурочно за закрытыми дверями, и это послужило восстановлению статуса группы как ведущего исполнителя поп-музыки. Если Venus был полон атмосферы и струнных, то его следующий альбом, Wasp Star, был сосредоточен на открытой гитаре — звенящий, петляющий, хрустящий и весёлый. Два альбома дополняли друг друга (по замыслу) и настолько хорошо сочетались друг с другом (музыкально и тематически), что возникает вопрос, как бы всё было, если бы эти два альбома были выпущены вместе (как изначально и задумывалось) в виде двух CD. Гораздо менее впечатляющими были коллекции демо-записей для двух альбомов.

## Отзывы
| Оценки критиков | Оценки критиков |
| Источник        | Оценка          |
| --------------- | --------------- |
| Allmusic        | [ 1 ]           |
| Pitchfork Media | (7.8/10)        |

Альбом получил положительные отзывы музыкальной критики и интернет-изданий.
Дж. Скотт МакКлинток из Allmusic отметил: «Награда „Куй железо, пока горячо“ прочно закрепилась за Энди Партриджем, когда демо-альбомы Homespun и Homegrown появились на полках магазинов в конце 1999 и начале 2000 года (соответственно). Жаль, что ни один из этих релизов не смог похвастаться ничем особенным. Что касается XTC, путь от демо до готовой студийной записи был очень коротким, а Homespun и Homegrown звучали слишком мало, чтобы заслуживать какой-либо критической оценки. Для фанатов, которые были готовы к более ошеломляющим сюрпризам, эти релизы, выпущенные вразнос, стали разочарованием. Несмотря на все хорошее и плохое, что составляло сагу об Apple, почти облегчением стало то, что лейбл Энди Партриджа Idea Records собрал всё это в исчерпывающую, избыточную (но полноценную) работу. Apple Box собрал все четыре релиза, связанных с Apple, и упаковал их в роскошную коробку вместе с длинным буклетом. Ничего особенного, за исключением одного крошечного (но „ужасно заманчивого“) бонуса. В комплект входит карточка, позволяющая владельцу скачать дополнительный мини-альбом (под названием Apple Bite), который, как ни странно, включает две новые песни XTC (да-да, Колин и Энди… вместе), „Spiral“ и „Say It“, что делает эту скучную коллекцию менее скучной на две песни — проницательный Энди, очень проницательный».

## Список композиций

### UK CD: IDEACD 007
Все песни написаны Энди Партриджем, если не указано иное
Apple Venus Volume 1
1. «River of Orchids» — 5:53
2. «I’d Like That» — 3:50
3. «Easter Theatre» — 4:37
4. «Knights in Shining Karma» — 3:39
5. "Frivolous Tonight (Colin Moulding) — 3:09
6. «Greenman» — 6:17
7. «Your Dictionary» — 3:14
8. «Fruit Nut» (Moulding) — 3:01
9. «I Can’t Own Her» — 5:26
10. «Harvest Festival» — 4:15
11. «The Last Balloon» — 6:39

Wasp Star (Apple Venus Volume 2)
1. «Playground» — 4:17
2. «Stupidly Happy» — 4:13
3. «In Another Life» (Moulding) — 3:35
4. «My Brown Guitar» — 3:51
5. «Boarded Up» (Moulding) — 3:23
6. «I’m the Man Who Murdered Love» — 3:44
7. «We’re All Light» — 4:39
8. «Standing in for Joe» (Moulding) — 3:42
9. «Wounded Horse» — 4:11
10. «You and the Clouds Will Still Be Beautiful» — 4:18
11. «Church of Women» — 5:06
12. «The Wheel and the Maypole» — 5:55

Homespun
1. «River of Orchids» — 4:10
2. «I’d Like That» — 4:47
3. «Easter Theatre» — 4:52
4. «Knights in Shining Karma» — 3:38
5. "Frivolous Tonight (Moulding) — 3:06
6. «Greenman» — 6:01
7. «Your Dictionary» — 3:14
8. «Fruit Nut» (Moulding) — 2:44
9. «I Can’t Own Her» — 5:06
10. «Harvest Festival» — 5:17
11. «The Last Balloon» — 5:17

Homegrown
1. «Playground» — 4:25
2. «Stupidly Happy» — 3:45
3. «In Another Life» (Excerpt of original demo) (Colin Moulding) — 2:02
4. «In Another Life» (Jug band version) (Moulding) — 3:44
5. «Some Lovely» — 3:57
6. «Boarded Up» (Moulding) — 2:56
7. «I’m the Man Who Murdered Love» (Early 'other song' cassette idea) — 2:36
8. «I’m the Man Who Murdered Love» (Tamla version excerpt) — 0:39
9. «I’m the Man Who Murdered Love» — 3:33
10. «We’re All Light» (Early cassette idea) — 1:14
11. «We’re All Light» — 4:32
12. «Standing in for Joe» (Lounge version) (Moulding) — 2:41
13. «Standing in for Joe» (Moulding) — 3:34
14. «Wounded Horse» — 4:22
15. «You and the Clouds Will Still Be Beautiful» — 3:46
16. «Lie for a Lie» (Cassette demo) — 1:43
17. «Church of Women» — 4:36
18. «The Pot Won’t Hold Our Love» (Early cassette idea) — 1:38
19. «Everything Decays» (Early cassette idea) — 2:26
20. «The Wheel and the Maypole» — 5:33

При покупке бокс-сета фанаты также получали инструкции по загрузке двух неальбомных треков XTC:
1. «Spiral» (Partridge)
2. «Say It» (Moulding)